# Bulla (weekdier)
Bulla is een geslacht van mollusken, dat fossiel bekend is vanaf het Laat-Jura. Tegenwoordig telt dit geslacht meerdere soorten.

## Beschrijving
Deze bobbelschelp heeft een vrij dunne, bijna bolvormige schelp met slechts een zichtbare winding en een mondopening, die ten minste even hoog is als de schelp. De schaarse kleine eerste omgangen zijn linkswindend, daarna rechtswindend. Er is geen zichtbare spira, omdat elke winding de voorgaande compleet overlapt. De columella (de centrale zuilstructuur in de gespiraliseerde schelp) is versterkt met een laagje callus (calcietlaag die slakken soms op de buitenzijde van de schelp afzetten, ook eelt genoemd). Omdat het lichaam van het dier tweemaal zo lang is als de behuizing, kan het zich niet in de schelp terugtrekken. De lengte van de schelp bedraagt ongeveer 2 cm.

## Leefwijze
Dit herbivore, mariene geslacht bewoont warme, ondiepe wateren op zand- en modderbodems.

## Soorten
- B. ampulla Linnaeus, 1758
- B. arabica Malaquias & Reid, 2008
- B. bermudae Verrill & Bush, 1900
- B. clausa Dall, 1889
- B. gouldiana Pilsbry, 1895
- B. indolens (Dall, 1927)
- B. krebsii Dall, 1889
- B. mabillei Locard, 1897
- B. occidentalis A. Adams, 1850
- B. orientalis Habe, 1950
- B. peasiana Pilsbry, 1895
- B. punctulata A. Adams in Sowerby, 1850
- B. quoyii Gray, 1843
- B. solida Gmelin, 1791
- B. striata Bruguière, 1792
- B. vernicosa Gould, 1859